# Ichneumon ochropus
Ichneumon ochropus là một loài tò vò trong họ Ichneumonidae.